# Neuville-sur-Saône

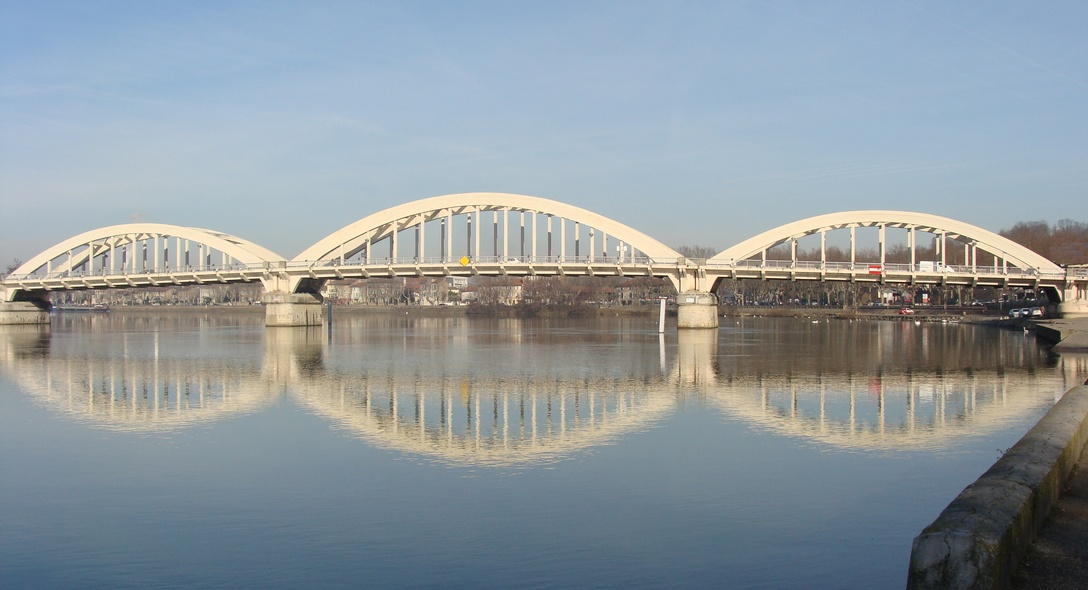
Most na Rodanie w Neuville-sur-Saône, 2008

Neuville-sur-Saône – miejscowość i gmina we Francji, w regionie Owernia-Rodan-Alpy, w departamencie Rodan.
Według danych na rok 1990 gminę zamieszkiwały 6762 osoby, a gęstość zaludnienia wynosiła 1236 osób/km² (wśród 2880 gmin regionu Rodan-Alpy Neuville-sur-Saône plasuje się na 121. miejscu pod względem liczby ludności, natomiast pod względem powierzchni na miejscu 1479.).